# Brama Krakowska w Lublinie
Brama Krakowska – XIV-wieczna brama strzegąca dostępu do Starego Miasta w Lublinie, historyczny symbol grodu. Pozostałość murów obronnych z XIV wieku; zbudowana w stylu gotyckim, w XVIII wieku nadano jej rys barokowy.

## Historia
W murach miejskich Lublina znajdowały się, oprócz baszt i furt tylko dwie bramy. Jedną z nich jest Brama Krakowska, niewątpliwie symbol historycznego Lublina. Powstała około połowy XIV wieku wraz z otaczającymi Lublin murami obronnymi po groźnym najeździe Tatarów na Lublin w 1341 roku. Bramy: Krakowska i Grodzka znajdowały się na starym szlaku handlowym z Krakowa na Litwę i Ruś. W starych księgach miejskich Brama Krakowska nazywana jest zawsze Bramą Wyższą, w odróżnieniu od Bramy Grodzkiej znajdującej się w niżej położonej części miasta. Początkowo bramę tworzyła część dolna, a zakończona była krenelażem ze spiczastym wysokim dachem. Do miasta prowadził most zwodzony ponad głęboką fosą (zasypaną w XVII wieku) oraz brona - czyli żelazna krata w bramie.
W XV wieku po raz pierwszy zaszły pierwsze zmiany w jej wyglądzie - miało miejsce jej znaczne podwyższenie oraz urozmaicenie ceglanych murów układem zendrówek w ukośne pasy. Pożary z 1515 i 1575 roku spowodowały konieczność odbudowy Bramy. Przybyła prawdopodobnie w XVI wieku ośmioboczna część górna, miedziany hełm nakrywający wieżę. oraz przedbramie dla wzmocnienia obronności bramy. Wiadome jest, że w XVI wieku Brama posiadała ganki dla trębaczy i muzyków, którzy "dla przyjemności mieszkańców wygrywali piękne pieśni na swych instrumentach" i zegar miejski. Plac przed Bramą stał się głównym ośrodkiem handlowym miasta. W XVII wieku Brama Krakowska zaczynała tracić na swej ważności - jej oraz całego kompleksu murów miejskich zły stan techniczny spowodował, że w 1656 roku Lublin nawet nie bronił się przed Kozakami. W późniejszych latach była raczej wykorzystywana do celów mieszkalnych - dla trębacza, wrotnego oraz dla dyrektora zegara miejskiego.

## Muzeum Historii Miasta Lublina

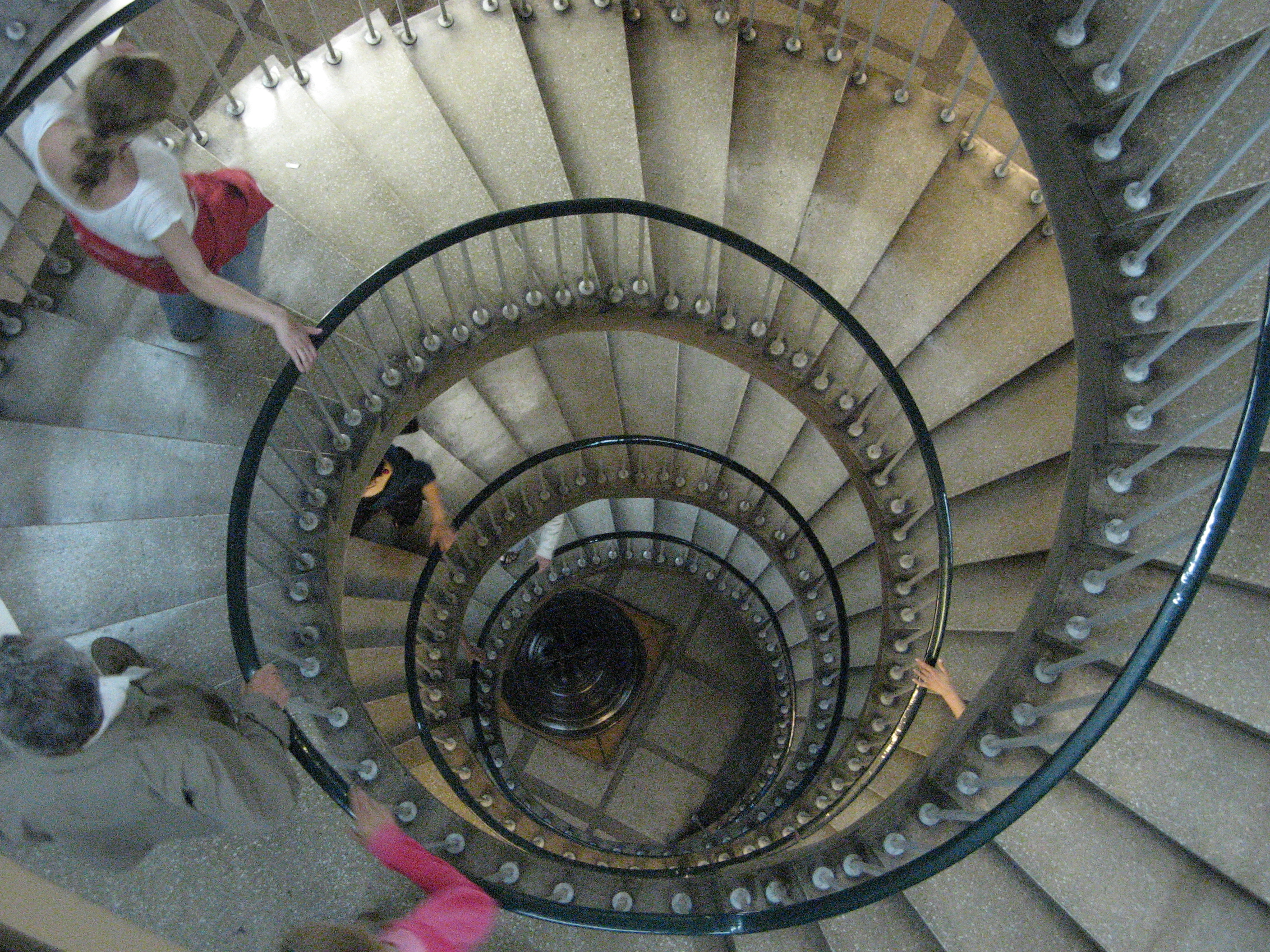
Schody w Bramie Krakowskiej

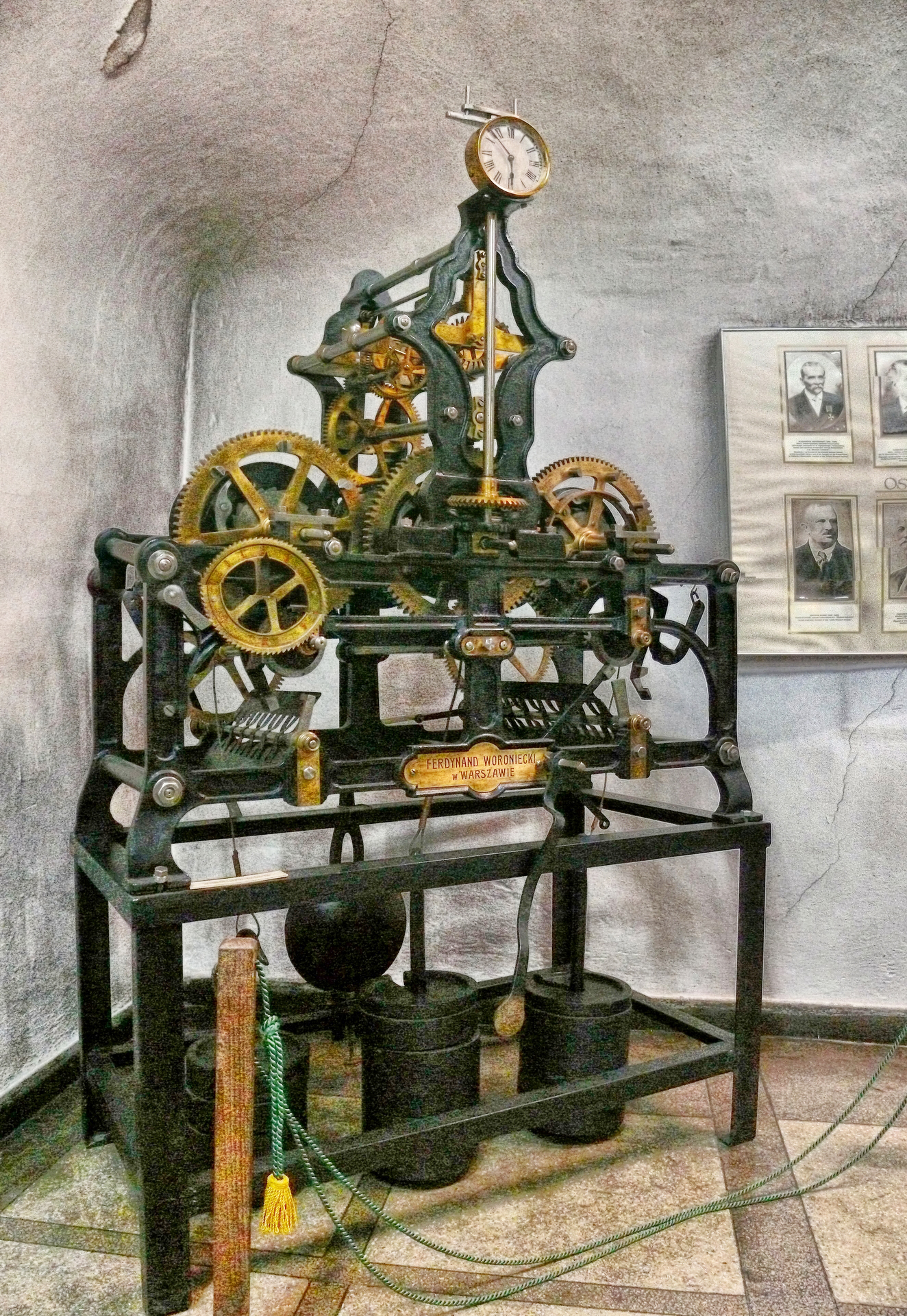
Mechanizm zegarowy

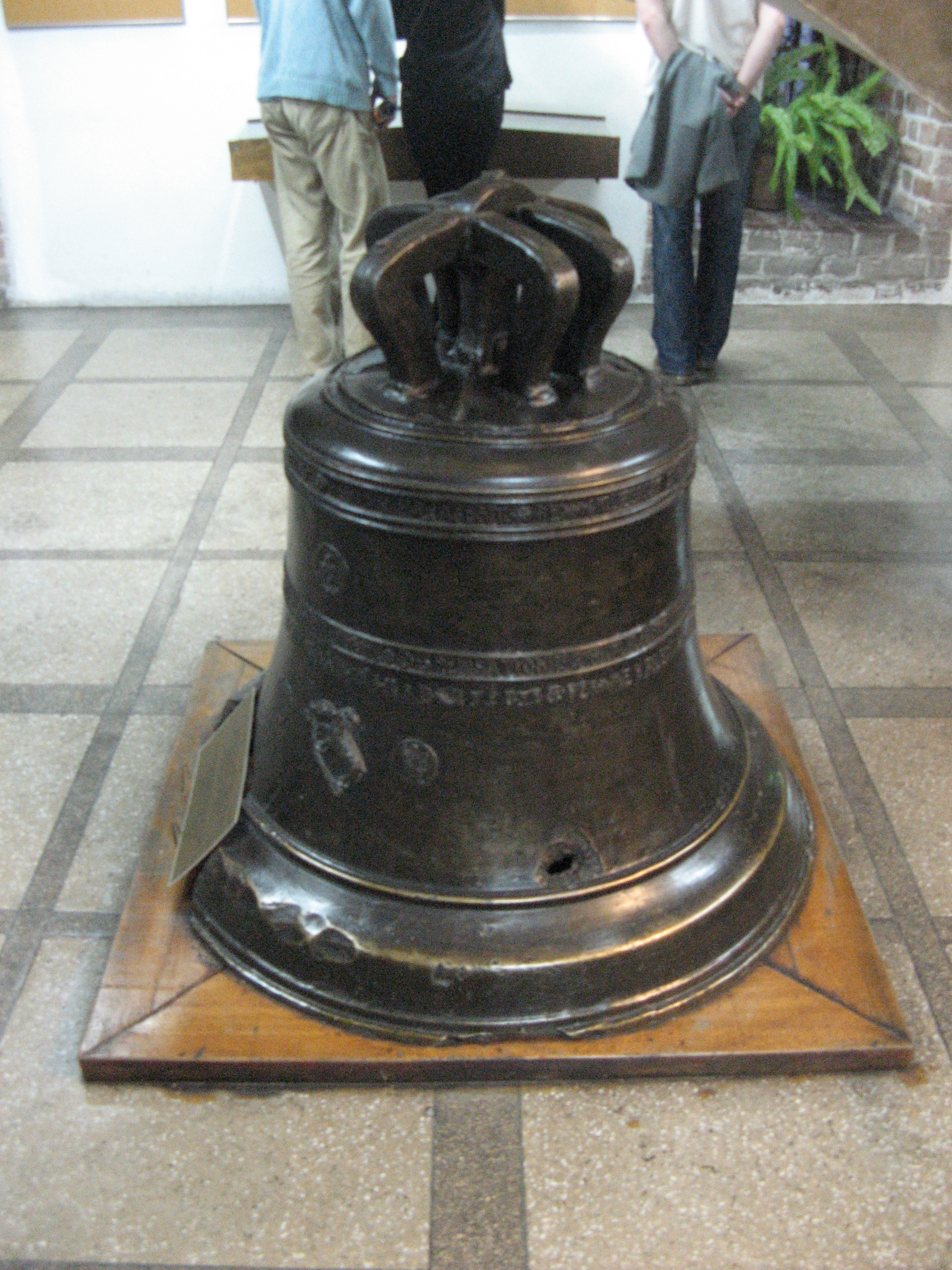
Dzwon zegarowy odlany w 1585 roku w Lublinie i umieszczony w Bramie Krakowskiej. Uszkodzony w 1944 roku

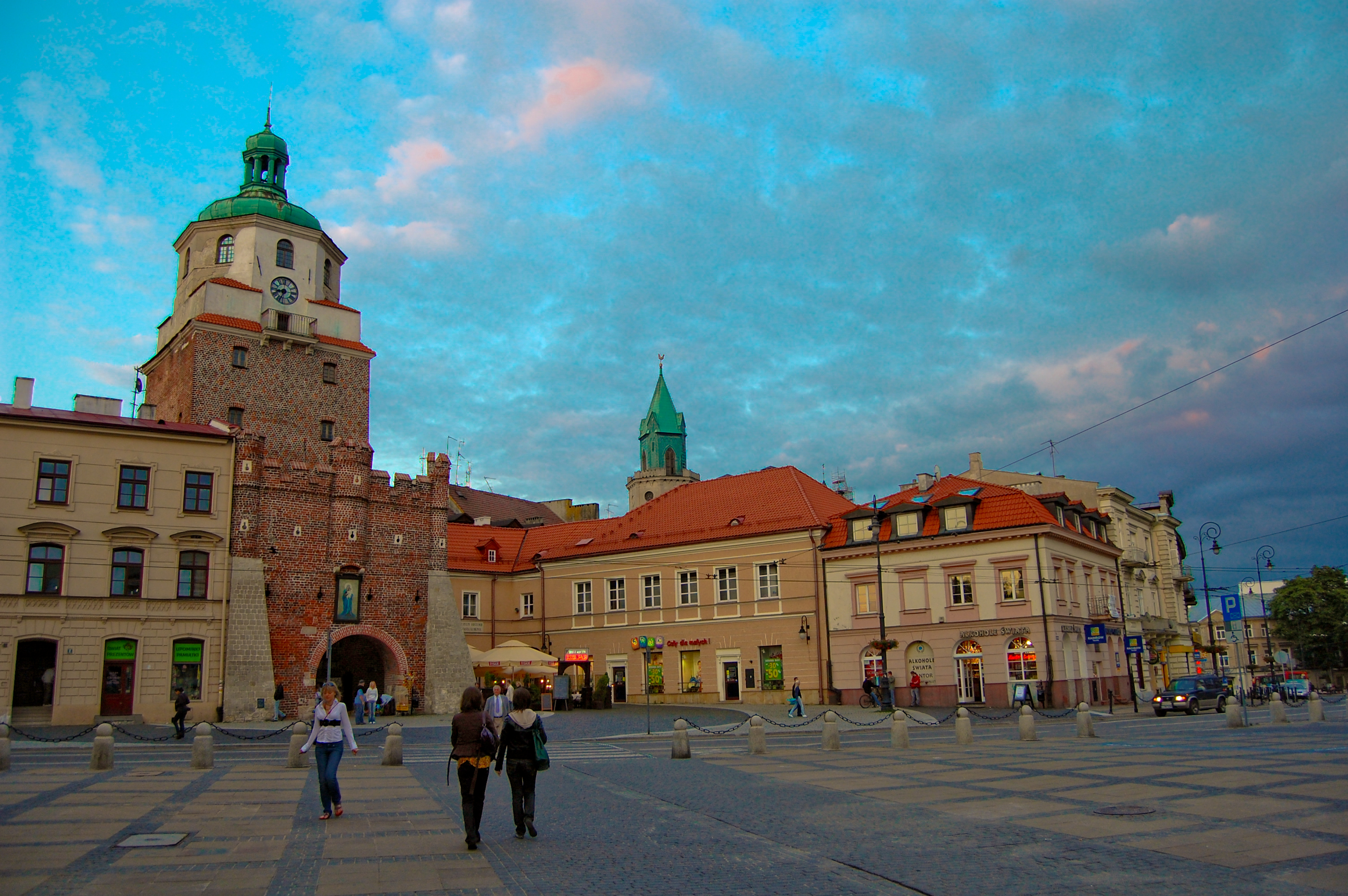
Widok z Placu Łokietka

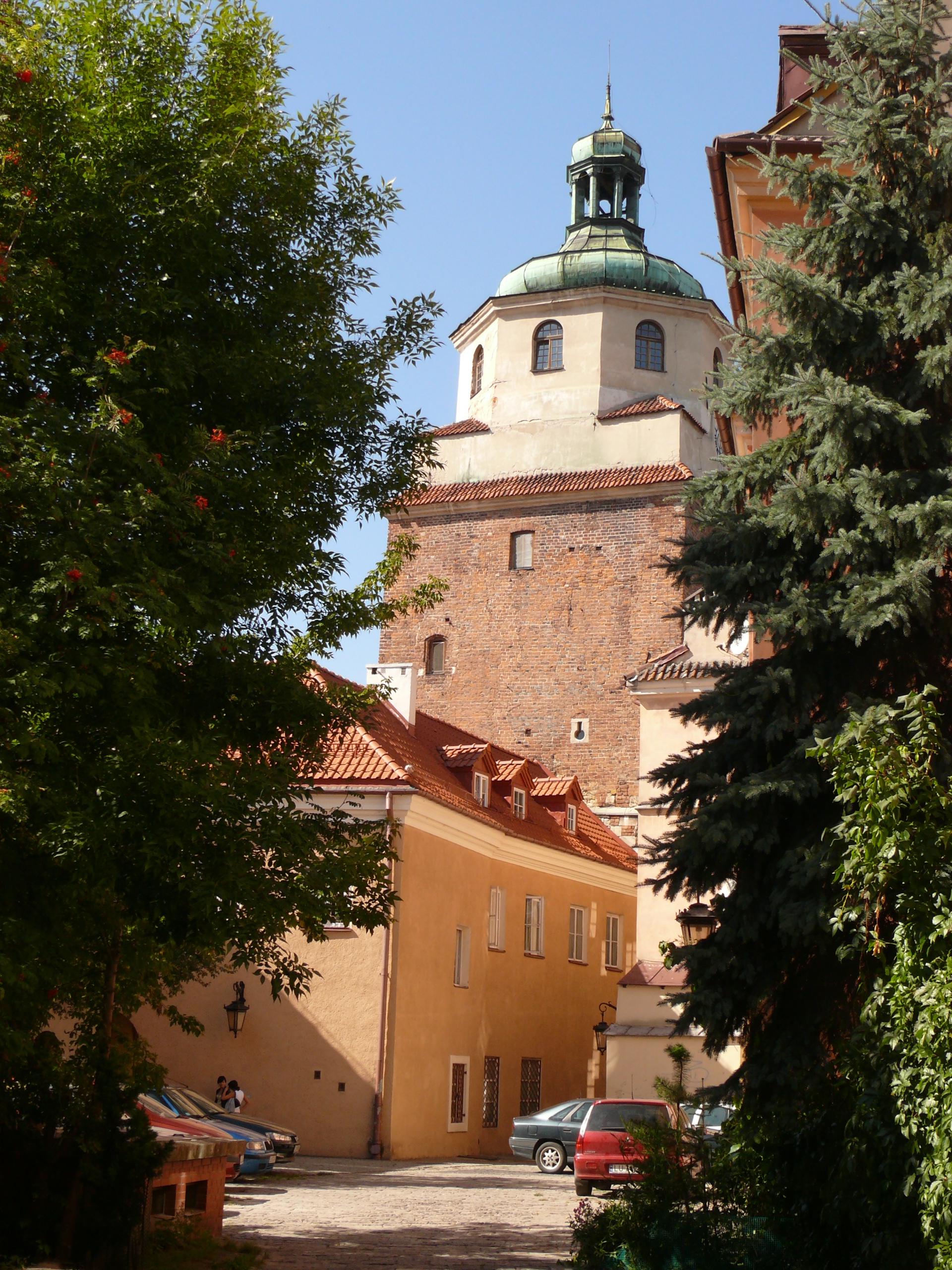
Widok od tyłu

Zbiory muzeum mieszczącego się w Bramie Krakowskiej ilustrują dzieje Lublina od VI wieku do końca II wojny światowej. Składają się na nie: archiwalia, przedmioty pochodzące z wykopalisk prowadzonych na terenie miasta, zabytki historii i sztuki.
I kondygnacja - ekspozycja poprzez zbiory archeologiczne obrazuje najstarsze dzieje Lublina rozłożonego na czterech wzgórzach: Staromiejskim, Zamkowym, Czwartku i Grodzisku zwanym Kirkutem. Ponadto są tu również: kopia przywileju lokacyjnego Lublina z 5 sierpnia 1317 roku, dzwon zegarowy z 1585 roku, kafle z XIV-XVIII wieku.
II kondygnacja - to przekrój przez historię miasta od lokacji po wiek XVII - archiwalia, fragmenty najstarszego wodociągu miejskiego, lubelskie kafle renesansowe i Krzyż Trybunalski z XVII wieku.
III kondygnacja - tu pokazano dzieje Lublina od XVII do XIX stulecia, a wśród eksponatów są: XVII-wieczne malowidło na murze przedstawiające św. Teklę (przeniesione z kamienicy na Starym Mieście), XVIII-wieczne zegary kaflowe, symboliczne klucze miasta, pamiątki po powstaniach listopadowym i styczniowym, obrazy przedstawiające Lublin z przełomu XIX i XX wieku.
IV kondygnacja - to ilustracja historii Lublina w XIX i XX wieku. Składają się na nią portrety znanych Lublinian, reklamy firm Lubelskich z XIX/XX wieku, mechanizm zegarowy z 1903 roku, fotografie z I wojny światowej, eksponaty odnoszące się do szkolnictwa. W historię II wojny światowej wprowadzają: grypsy, kenkarty, przedmioty wykonane przez więźniów Zamku Lubelskiego.
V kondygnacja - obok fotogramów ukazujących przedwojenny Lublin oferuje panoramę miasta.

## Zegar
Zegar na wieży Bramy Krakowskiej ma już ponad czterowiekową historię, a pierwszy chronometr pojawił się w tym miejscu w połowie XVI wieku. W dokumentach z XVII wieku zachowały się relacje, że miał ogromną tarczę godzinową od strony miasta. Nie wiadomo jednak, czy już wówczas znajdowała się także tarcza od strony Starego Miasta. Z przekazów historycznych wiadomo na pewno, że zegar po tej stronie wieży był w wieku XIX.
Obecne zegary mają tarcze godzinowe pochodzące z XIX wieku, a mechanizmy wewnątrz są z XX wieku. Na początku swojej historii był to zegar mechaniczny, później elektryczny, a następnie elektroniczny. Zmniejszała się też wielkość mechanizmu: od gabarytów szafki bieliźniarki, przez rozmiar odpowiadający apteczce, do obecnego, który jest nie większy od dłoni.